# Pleasant Hills (Maryland)
Pleasant Hills – jednostka osadnicza w Stanach Zjednoczonych, w stanie Maryland, w hrabstwie Harford.